# Tipula (Lunatipula) pannonia
Tipula (Lunatipula) pannonia is een tweevleugelige uit de familie langpootmuggen (Tipulidae). De soort komt voor in het Palearctisch gebied.